# Euénosz (költő)
Euénosz névvel legalább két költőt ismerünk. Az i. e. 5. századi költő Párosz szigetén született, és Szókratész tanítója volt. Az i. e. 1. századi költő pedig Aszkalonban született és szintén Athénban dolgozott.
Életükről nem sokat tudunk, költészetük sem különíthető el. Az Euénosz névvel idézett költemények nagy része epigramma, és legtöbbjükről nem dönthető el, melyiküktől származik.
Hét Euénosz-epigramma az Anthologia Palatinában olvasható, és mindegyik szerelmi tárgyú költemény. 